# Bánh khúc cây

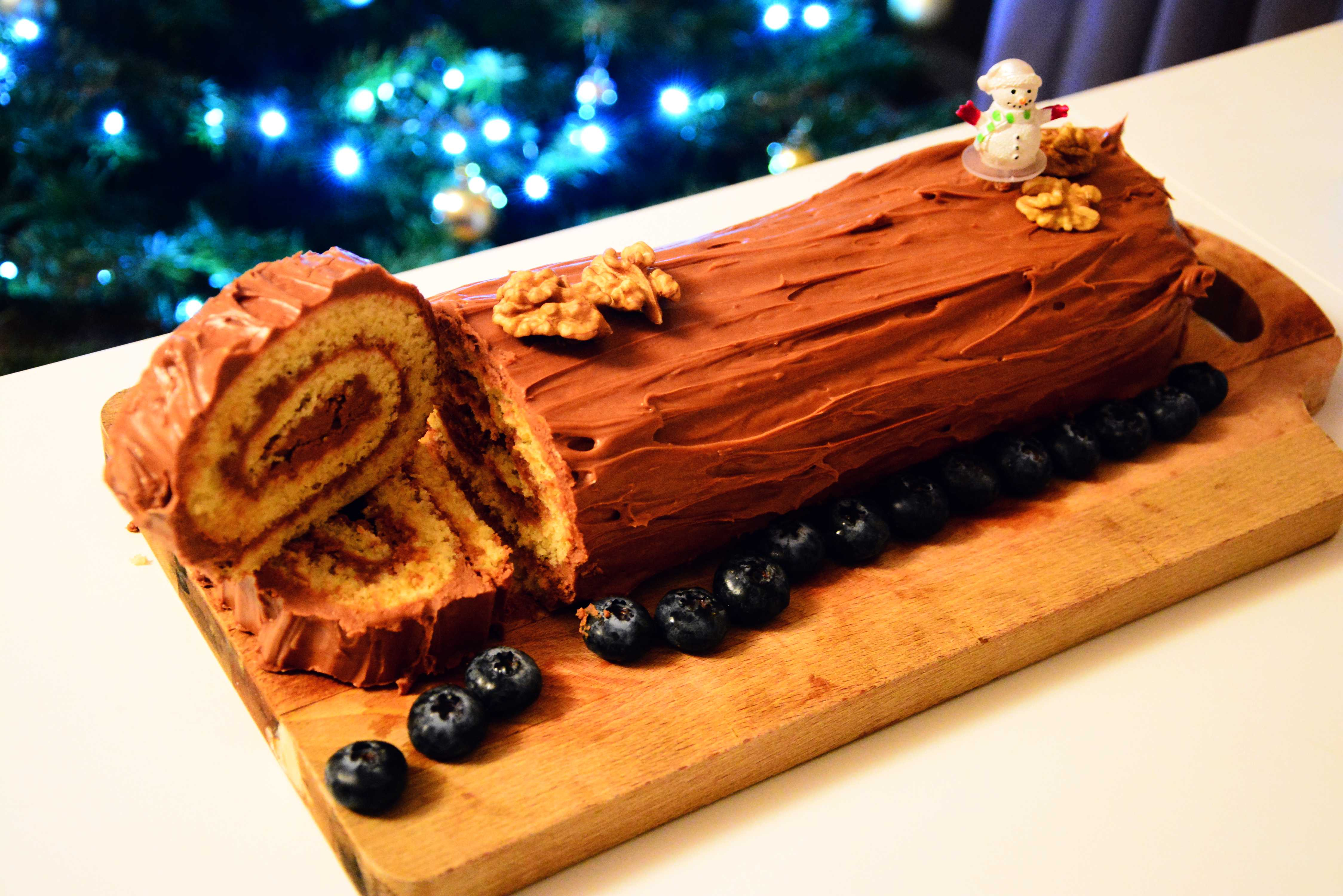

Bánh khúc cây hay là Bûche de Noël (phát âm tiếng Pháp: [byʃ də nɔɛl]), Yule log là bánh Giáng sinh truyền thống của Pháp và các quốc gia nói tiếng Pháp và thuộc địa cũ của Pháp,là Thụy Sĩ, Bỉ, Canada, Liban, Việt Nam,... Theo truyền thống. nó là một món tráng miệng cho bữa ăn tối Giáng sinh. Đúng như tên gọi, bánh thường được chuẩn bị, bày biện và trang trí cho giống khúc gỗ chuẩn bị đốt trong lò sưởi theo phong tục cũ hay là làm lửa ở lễ hội lửa trong những ngày Đông chí. "Bûche de Noël" được nhắc đến lần đầu tiên vào năm 1879.Tuy nhiên, không rõ liệu chiếc bánh này có do một đầu bếp tại Lyon hay Paris sáng tạo ra hay không. Bánh thường được ăn vào dịp Lễ Giáng Sinh.

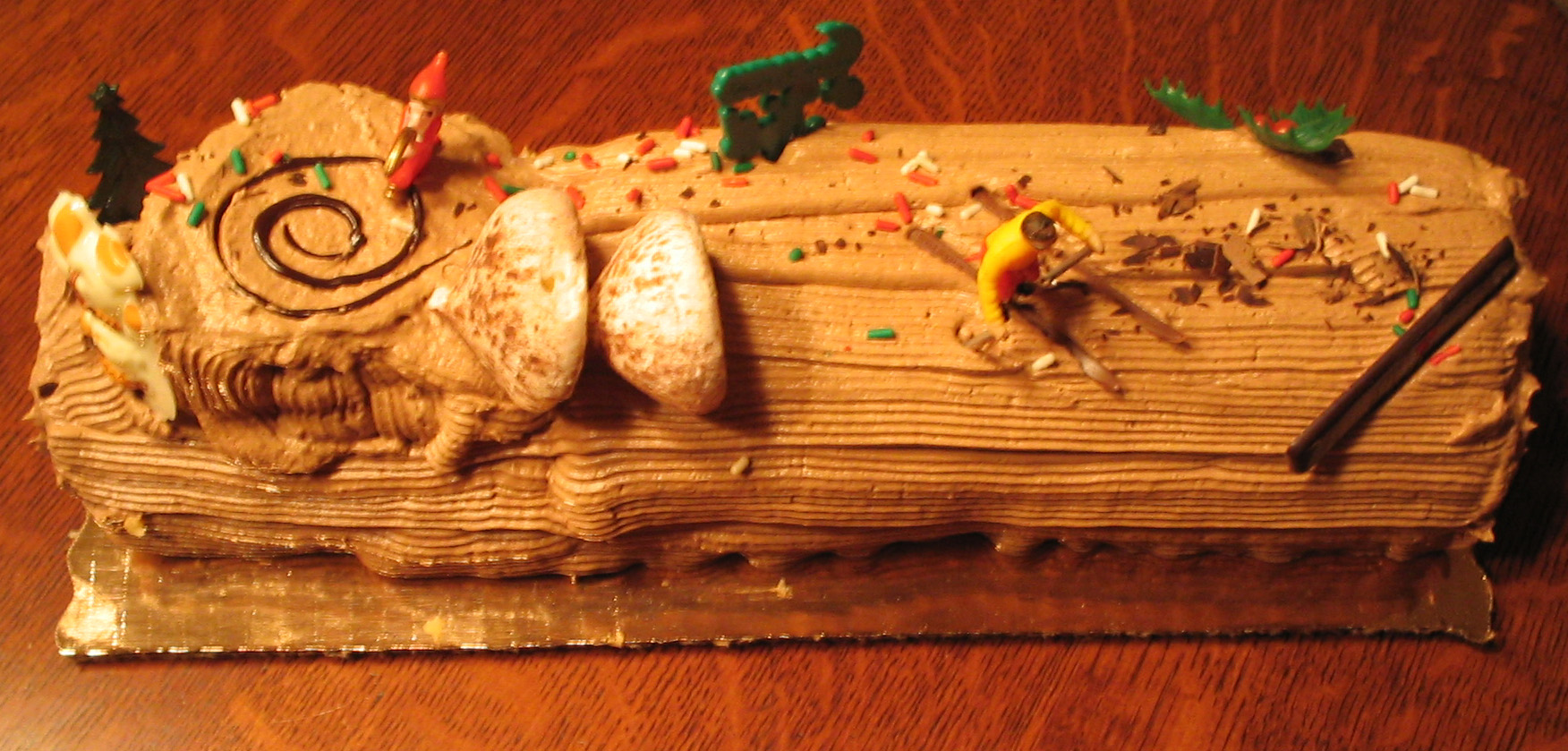
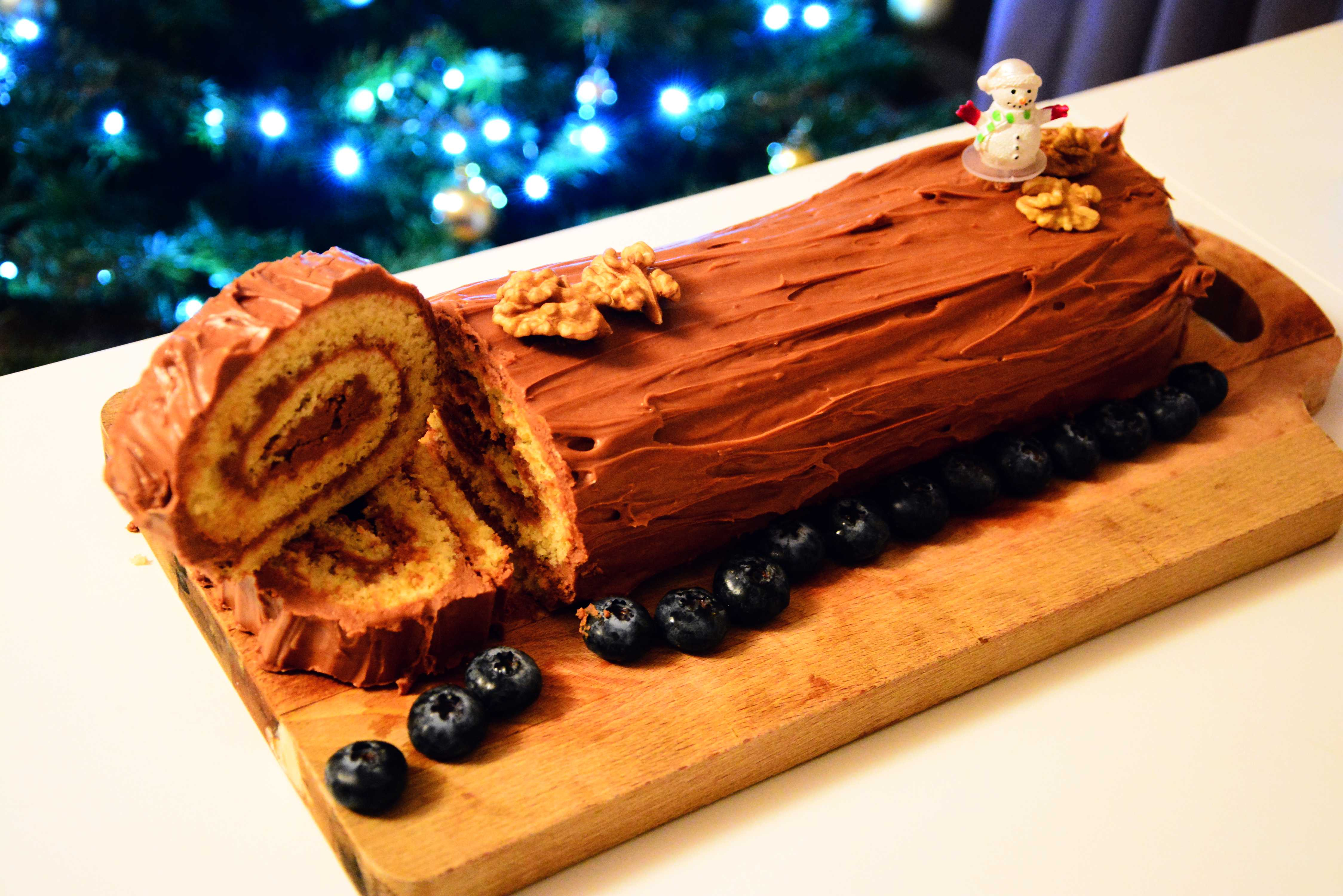
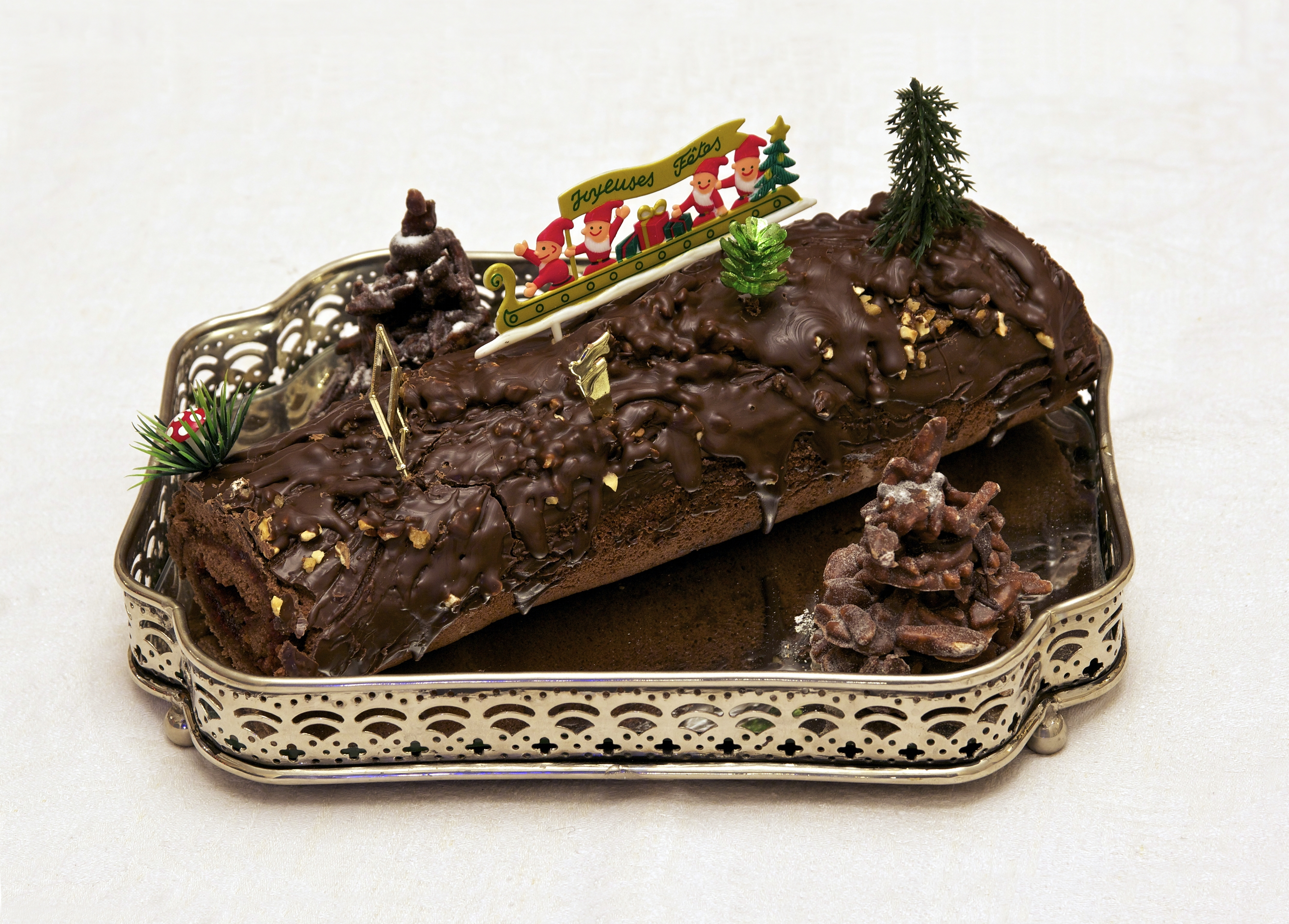
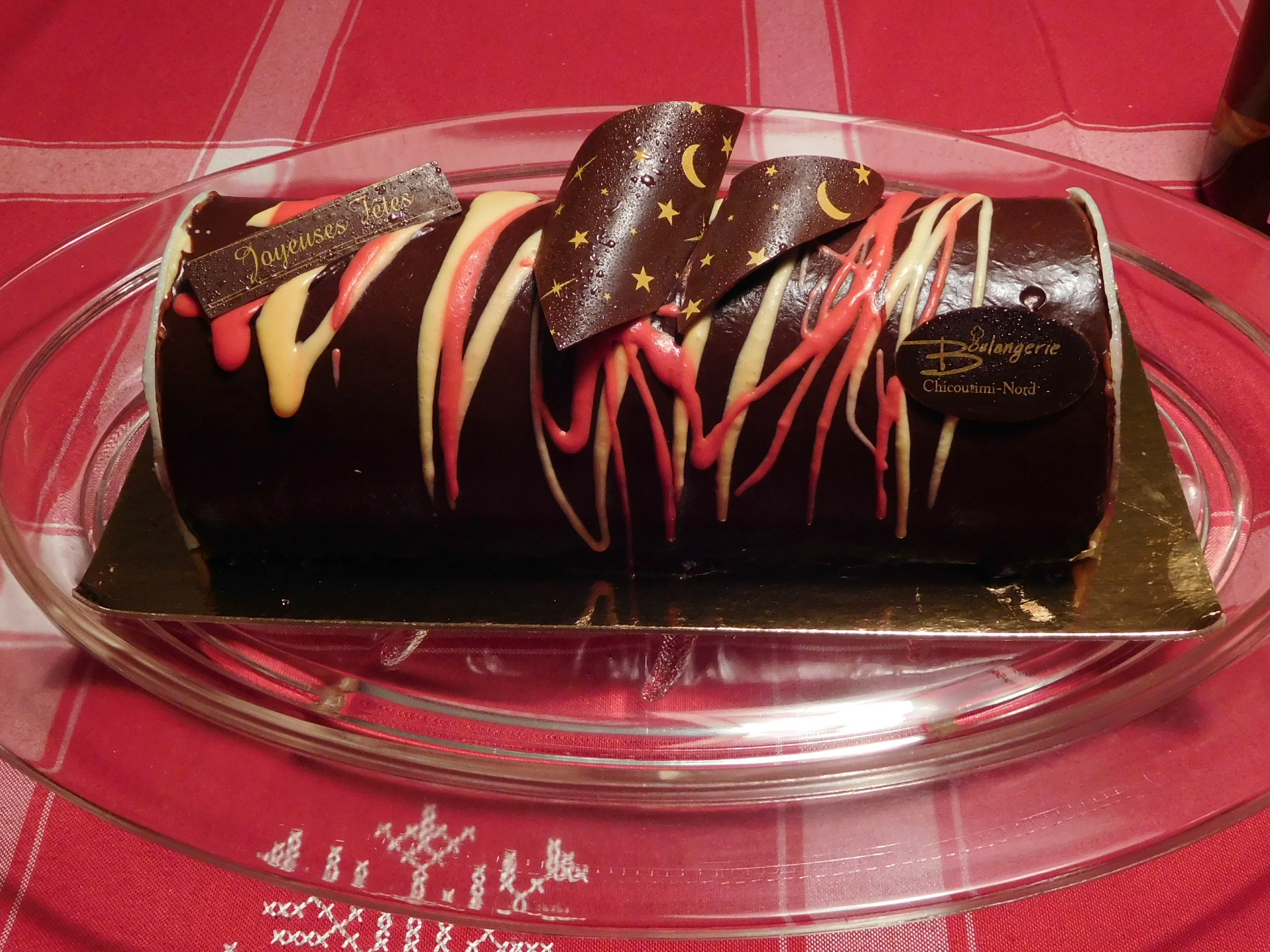
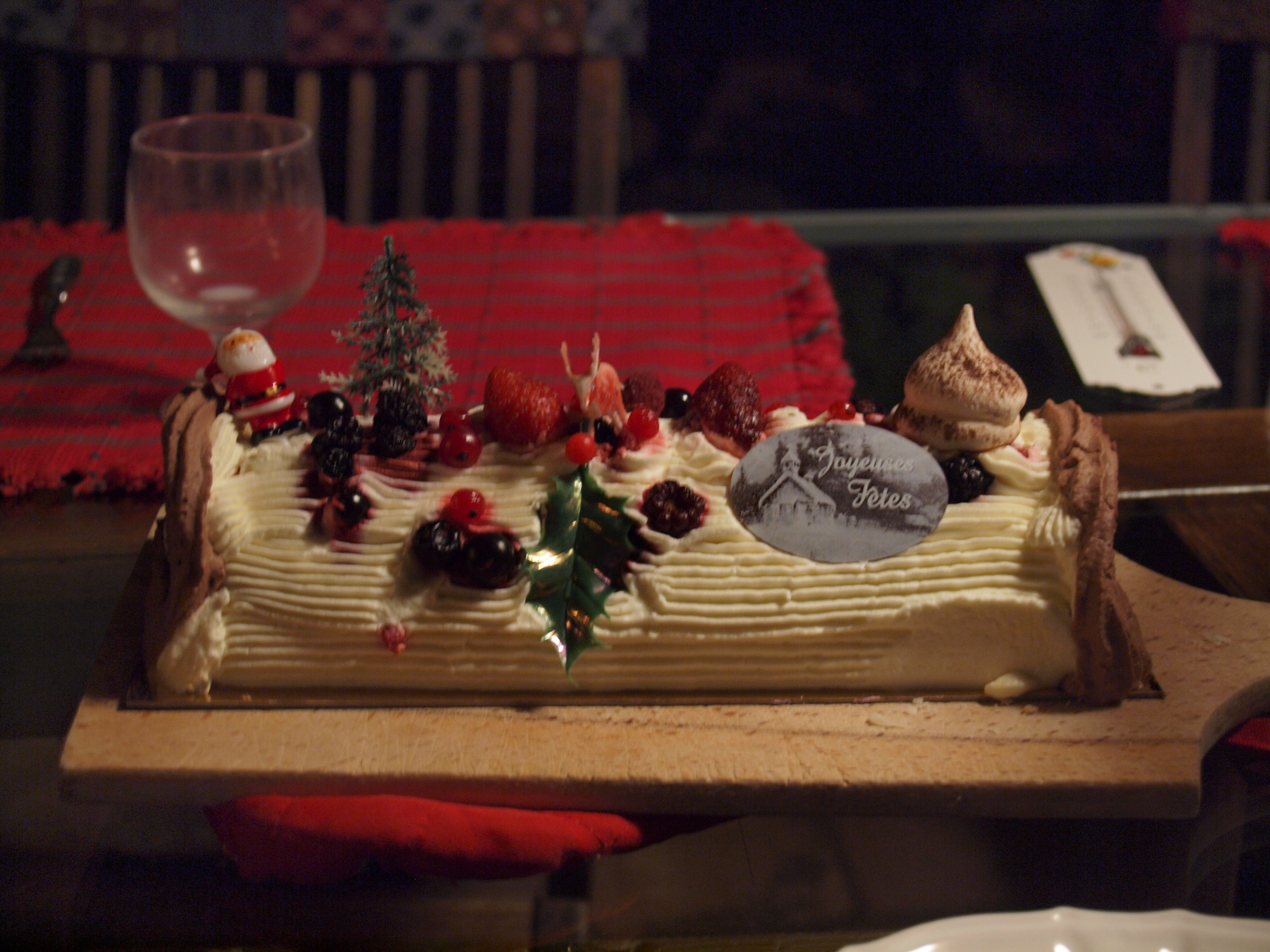
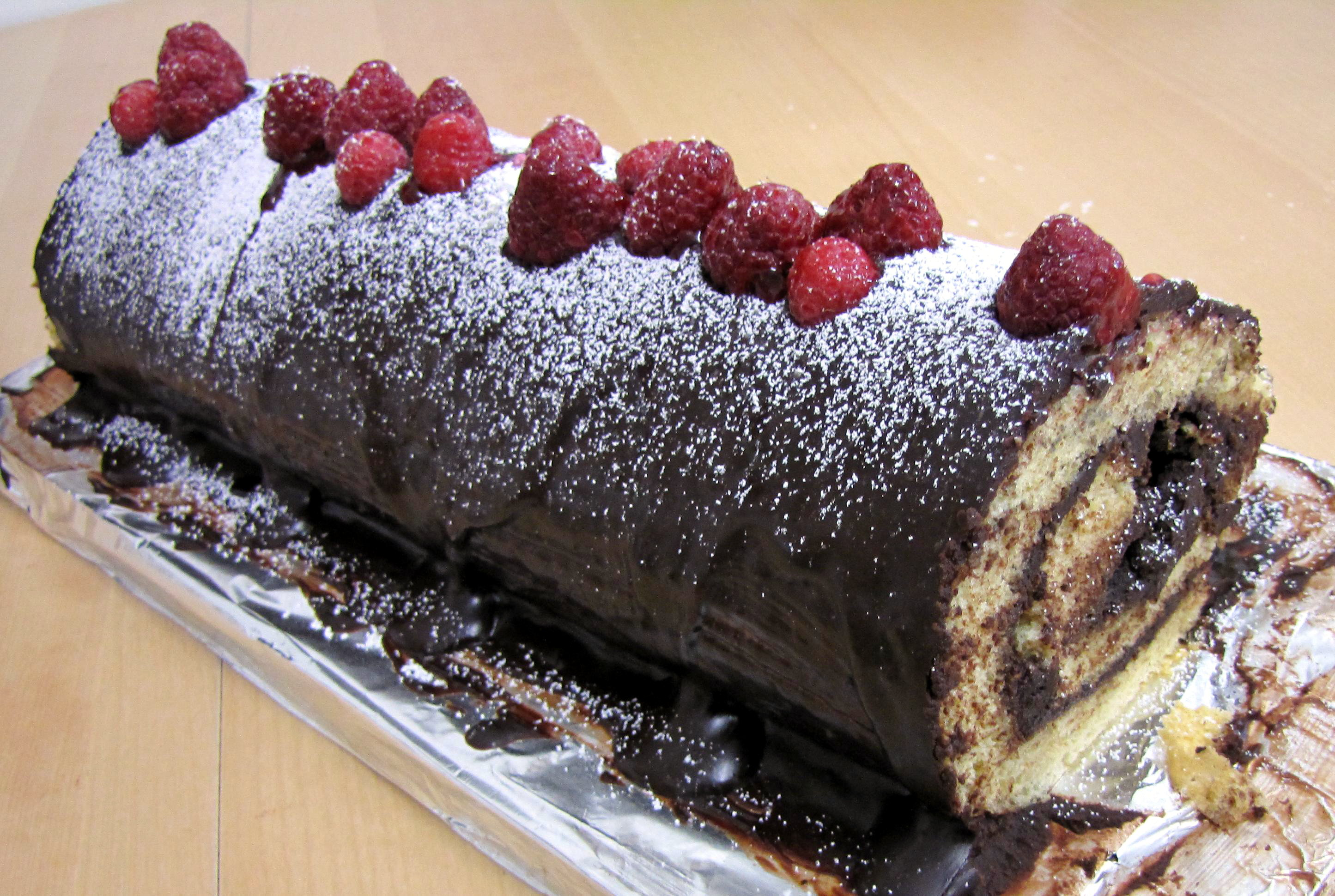
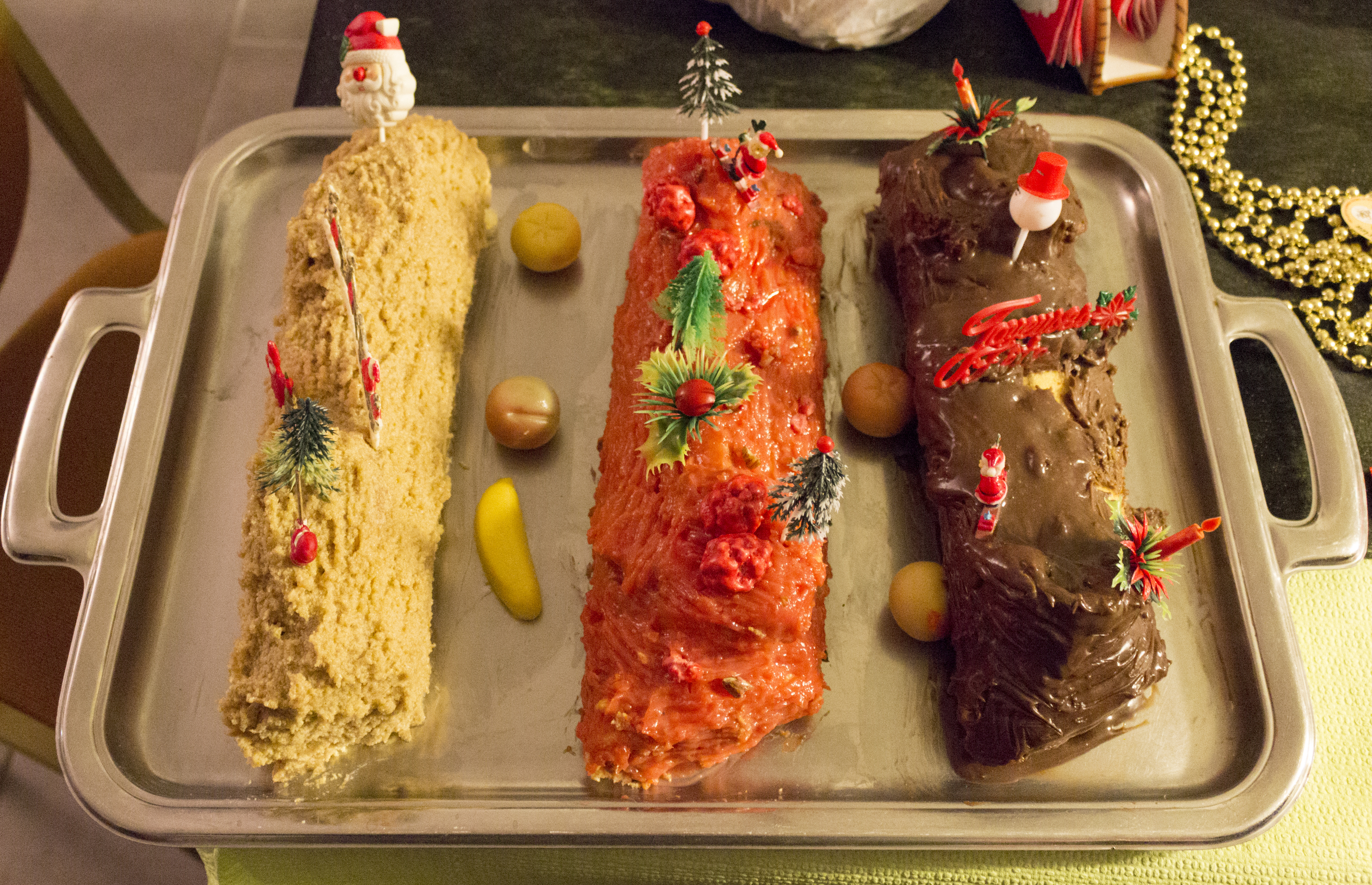